# ضربات ستالين العشر

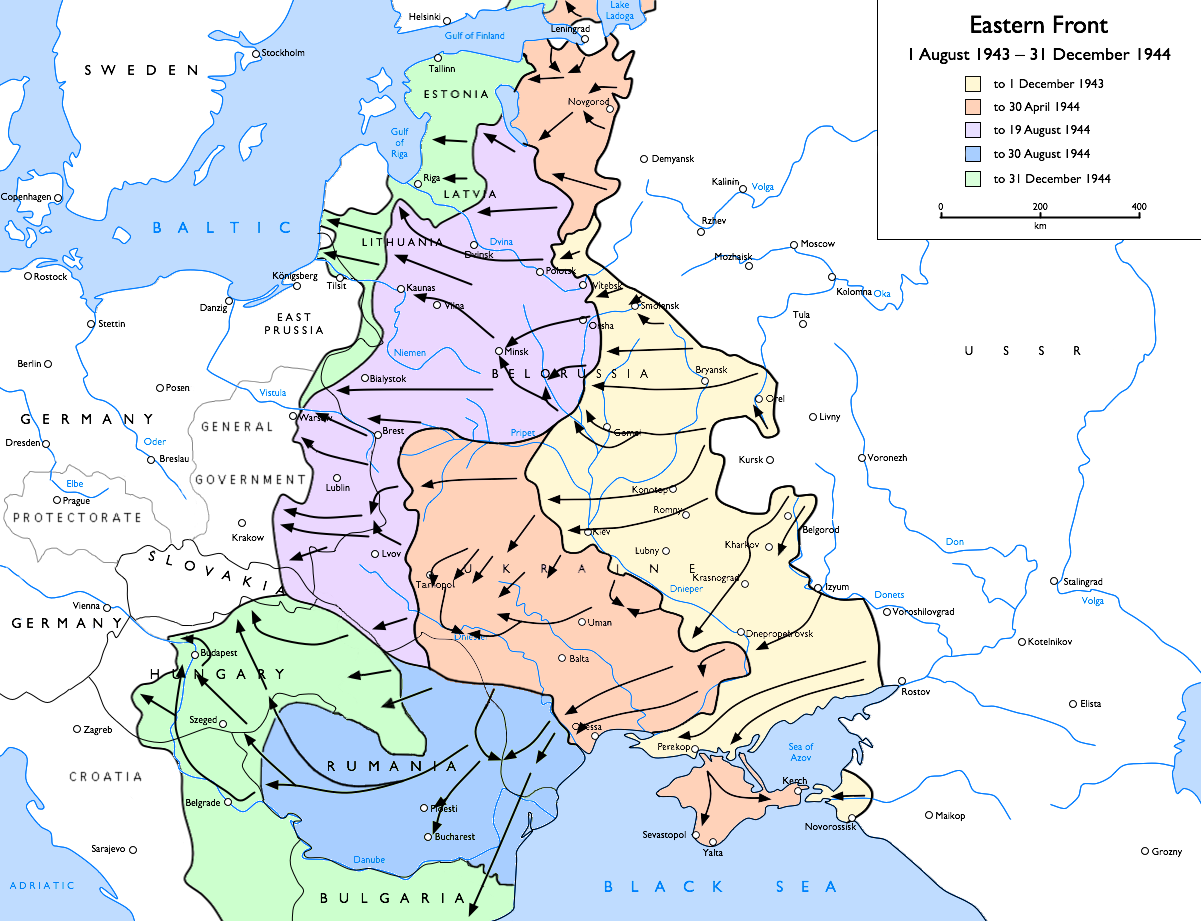
المكاسب السوفيتية، منتصف عام 1943 حتى نهاية عام 1944.

في التأريخ السوفيتي، كانت ضربات ستالين العشر هي الهجمات الإستراتيجية العشر الناجحة التي نفذها الجيش الأحمر في عام 1944 خلال الحرب العالمية الثانية. أدت الهجمات السوفيتية إلى طرد قوات المحور من الأراضي السوفيتية وعجلت بانهيار ألمانيا النازية.

## تاريخ التعبير
سمع المصطلح لأول مرة في نوفمبر 1944 من جوزيف ستالين في خطابه «الذكرى السابعة والعشرون لثورة أكتوبر الاشتراكية العظمى» (بالروسية: «27-я годовщина Великой Октябрьской социалистической революции»)‏ خلال اجتماع عام 1944 لنواب موسكو السوفيت. تمت صياغة المصطلح باعتباره انعكاسًا لـ«عبادة الشخصية» التي كانت سائدة في الاتحاد السوفيتي في ذلك الوقت. هذا لم يعكس التخطيط الاستراتيجي المحدد لستافكا، وفي بعض الأحيان ما كان يطلق عليه «عام الانتصارات ال12»، بناءً على الأمر الذي أصدره ستالين في اليوم التالي، والذي سمح بإطلاق تحية مدفعية بـ24 بندقية في 12 مدينة من الاتحاد السوفيتي: موسكو، ولينينغراد، وكييف، ومينسك، وبتروزافودسك، وتالين، وريغا، وفيلنوس، وكيشينيف، وتبليسي، وسيفاستوبول، ولفوف.
توقف استخدام المصطلح بعد الخطاب السري لنيكيتا خروتشوف الذي شجب فيه ستالين، وإنهاء «عبادة الشخصية» بعد وفاته.[بحاجة لمصدر]

## الخلفية
بعد انهيار الجيش السادس الألماني في ستالينجراد، والهجمات السوفيتية المضادة، ومعركة كورسك في وقت لاحق في عام 1943، أصبح من الواضح أن مد الحرب ينقلب ضد ألمانيا. كانت القوات السوفيتية، على طول الجبهة، تقترب من حدود ما قبل الحرب. وجزئيًا بسبب توجيه الفوهرر رقم 51، الذي نقل جميع الرجال والمواد الجديدة إلى الجبهة الغربية لمواجهة غزو الحلفاء المتوقع، الذي صدر في 3 نوفمبر 1943، كانت قوات المحور على طول الجبهة الشرقية غير مجهزة بشكل كبير بالمقارنة مع خصومهم السوفيت، فالتعزيزات نادرة، والاحتياطيات منهكة. ومع أن هتلر أشار في هذا التوجيه إلى أنه قد يكون على استعداد للسماح بعمليات الانسحاب، وتداول الفضاء للوقت، فقد ثبت أن هذا غير صحيح. جعل هذا، بجانب إصرار هتلر على التمسك بالأراضي التي تم الاستيلاء عليها بأي ثمن، الانتصارات السوفيتية في عام 1944 أمرًا لا مفر منه تقريبًا.
|                   | السوفيت   | المحور    |
| ----------------- | --------- | --------- |
| الجنود            | 6,500,000 | 4,300,000 |
| الدبابات          | 5,600     | 2,300     |
| البنادق الميدانية | 90,000    | 54,000    |
| الطائرات          | 8,800     | 3,000     |

## الهجمات
1. هجوم لينينغراد-نوفغورود (14 يناير – 1 مارس 1944). هذا، وهو الثاني من حيث التسلسل الزمني للهجمات، أعفى تمامًا من حصار لينينغراد، الذي بدأت في 8 سبتمبر 1941. ومع أن الألمان قاوموا بشدة في البداية، فقد كان لديهم سنوات لإعداد حلقات دفاعية بما في ذلك علب الحبوب وحقول الألغام حول لينينغراد، بمجرد كسر الدفاعات الأولية، وصلت القوات السوفيتية بسهولة إلى حدود إستونيا. في خطاب ستالين أطلق عليه اسم رفع حصار لينينغراد. تم تنفيذه من قبل جبهة لينينغراد وجبهة فولخوف.[7][8]
2. هجوم دنيبر-كاربات (24 ديسمبر 1943 – 17 أبريل 1944). بدأ هذا الهجوم عشية عيد الميلاد عام 1943، وهو الأول من حيث التسلسل الزمني لهجمات عام 1944، أما الهجوم الثاني فقد ورد في خطاب ستالين. اشتمل هذا الهجوم على تطهير قوات المحور من أوكرانيا. كما أدى إلى عزل القرم التي يتحكم بها الألمان. كان يطلق عليه اسم تحرير الضفة اليمنى لأوكرانيا في خطاب ستالين، وشاركت فيه الجبهات الأولى، والثانية، والثالثة، والرابعة، والجبهات الأولى ووالثانية البيلاروسية.[9][10]
3. هجوم أوديسا (26 مارس 1944 - 14 أبريل 1944) الذي بدأ الضربة الثالثة، وهجوم القرم (8 أبريل - 12 مايو 1944) الذي أكملها. مع أنه تم تضمين هجوم أوديسا عسكريًا في هجوم دنيبر-كاربات، إلا أن ستالين جمعه مع هجوم القرم في خطابه. هذا الهجوم أخلى القرم من القوات الألمانية والرومانية، واستعاد سيفاستوبول. رفض أدولف هتلر السماح لقوات المحور بالإخلاء، معتقدًا أن الاحتفاظ بشبه جزيرة القرم أمر حيوي للحفاظ على تركيا محايدة. هاجم الجيش الأحمر فوق برزخ بيريكوب، وسرعان ما دفع القوات الألمانية والرومانية للعودة إلى سيفاستوبول، التي استسلمت في 9 مايو. ومع أن هتلر قد أعطى الإذن أخيرًا بالإخلاء، إلا أن غالبية الجنود لم يتمكنوا من الهروب في الوقت المناسب واستسلموا وأسروا. بسبب الخسائر الفادحة التي لحقت بالقوات الرومانية، صارت هذه المعركة عاملًا رئيسيًا في استسلام رومانيا في وقت لاحق في عام 1944. لقد أطلق عليها ستالين في خطابه اسم تحرير أوديسا وتحرير شبه جزيرة القرم. تم تنفيذه من قبل الجبهة الأوكرانية الرابعة.[11]
4. هجوم فيبروغ–بيتروزافودسك (9 يونيو – 9 أغسطس 1944). كان هذا الهجوم ضد القوات الفنلندية شمال لينينغراد وكان هدفه الاستراتيجي هو إجبار فنلندا على الخروج من الحرب.[12] تم تنفيذه من قبل جبهة لينينغراد والجبهة الكريلية.[10][13] في 19 سبتمبر 1944، قبلت فنلندا الشروط السوفيتية للسلام وخرجت من الحرب. أطلق عليه ستالين اسم تحرير جمهورية كاريليا وفنلندا السوفيتية.
5. عملية باغراتيون (22 يونيو - 19 أغسطس 1944) بدأت بالضبط بعد ثلاث سنوات من غزو الاتحاد السوفيتي، وسمي على اسم بيوتر باغراتيون، الأمير الجورجي الذي حارب من أجل الإمبراطورية الروسية خلال الحروب النابليونية، أدى هذا إلى طرد آخر القوات الألمانية المتبقية من الأراضي السوفيتية، واستعادة بيلاروسيا. تسببت في خسائر فادحة للغاية للألمان مجموعة الجيوش الوسطى، إلى حد أن أطلق عليها اسم «تدمير مجموعة الجيش الوسطى»، وكانت بلا شك واحدة من أسوأ هزائم ألمانيا في الحرب. تقدمت القوات السوفيتية بعد خط بابرويسك-موجيلوف-فيتيبسك، وكادت تصل وارسو قبل التوقف. كانت ما يقرب من 30 فرقة ألمانية محاطةٌ بالقرب مينسك، وتم الوصول إل حدود ما قبل الحرب من بروسيا الشرقية. أطلق ستالين على العملية اسم العملية البيلاروسية وتحرير ليتوانيا وأجزاء مهمة من بولندا الحليفة والتقدم إلى حدود ألمانيا. تم تنفيذه من قبل جبهة البلطيق الأولى، والجبهة الأولى، والثانية، والثالثة البيلاروسية.[10][14]
6. هجوم لفوف-ساندومييرز (13 يوليو – 29 أغسطس 1944). تقدم هذا الهجوم إلى الجنوب والمتزامن مع عملية باغراتيون عبر بولندا وبعد نهر بوك. مع أنه حقق تقدمًا ضئيلًا في البداية، إلا أنها أصبح ناجحًا في النهاية، محتلًا بذلك برودي، ولفيف، وصاندومير. يسمي الهجوم بتحرير غرب أوكرانيا وعبور فيستولا، تم تنفيذه من قبل الجبهة الأوكرانية الأولى،[15] وبالتزامن مع عملية باغراتيون، فقد دمر مجموعة الجيوش الوسطى الألمانية[16]
7. هجوم ياش-كيشيناو (19 أغسطس – 14 أكتوبر 1944). يشمل هذا الهجوم هجوم جاسي-كيشينيف الثاني، في الفترة من 20 إلى 29 أغسطس، ومتابعاته، والتي استمرت حتى أكتوبر. تم تنفيذ هذا الهجوم ومتابعاته بشكل رئيسي في البلقان، واستهدف التشكيلات الألمانية والرومانية في مجموعة الجيوش جنوب أوكرانيا. تم تطويق حوالي 15 أو 16 فرقة ألمانية بعدة فرق رومانية أثناء التقدم السوفيتي. تسببت هذه العمليات مباشرة في استسلام رومانيا وبلغاريا[بحاجة لمصدر]. قضى الهجوم على تشكيلات مجموعة جيش جنوب أوكرانيا، وتقدمت القوات السوفيتية في عمق رومانيا. وفي خطاب ستالين، أشار إليه على أنه «إخراج رومانيا وبلغاريا من الحرب، والتقدم إلى حدود المجر، وإمكانية تقديم المساعدة إلى يوغوسلافيا المتحالفة». تم تنفيذه من قبل الجبهتين الأوكرانية الثانية والثالثة.[10][17]
8. هجوم البلطيق (14 سبتمبر – 20 نوفمبر 1944). استعادة دول البلطيق، من ضمنها أغلب لاتفيا وإستونيا، هذا الهجوم عزل جيب كورلاند، حيث قُطعت 30 فرقة من مجموعة الجيوش الشمالية من مجموعة الجيوش الوسطى حتى نهاية الحرب في أوروبا. وصف خطاب ستالين الهجوم بأنه تحرير إستونيا ولاتفيا، ومحاصرة الألمان في كورلاند، وإجبار فنلندا على الخروج من الحرب. تم تنفيذه من قبل جبهة لينينغراد والجبهات الأولى والثانية والثالثة البلطيقية.[15]
9. هجوم كاربات الشرقي (8 سبتمبر 1944 – 28 سبتمبر 1944)، وهجوم بودابست (29 أكتوبر 1944 - 13 فبراير 1945)، وهجوم بلغراد (14 سبتمبر 1944 - 24 نوفمبر 1944). هذه، آخر هجمات عام 1944، أسفرت عن الاستيلاء على بودابست في 13 فبراير 1945. حاصرت القوات السوفيتية بودابست في 26 ديسمبر 1944، وتم الاستيلاء عليها بعد أسابيع من القتال الوحشي في الشوارع. تم النظر إلى الهجمات الثلاثة والتخطيط لها باعتبارها تقدمًا استراتيجيًا واحدًا مستمرًا مشبعًا أيضًا بأهمية سياسية كبيرة بسبب مشاركة القوات الشيوعية اليوغوسلافية في مرحلتها النهائية. أطلق عليها ستالين اسم عبور جبال الكاربات وتحرير بلغراد وتقديم المساعدة المباشرة لتشيكوسلوفاكيا وتدمير مجموعة بودابست لقوات المحور وتحرير بلغراد. تم تنفيذه من قبل الجبهات الأوكرانية الأولى والثانية والثالثة والرابعة.[18]
10. هجوم بتسامو–شيركنيس (7–29 أكتوبر 1944). هذه هي العملية العسكرية الأولى والوحيدة واسعة النطاق في القطب الشمالي[19] بدأت بعد عدم إجلاء القوات الألمانية من الأراضي الفنلندية بحلول 15 سبتمبر، كما تم إملاءه في شروط هدنة موسكو. شاركت فيها القوات السوفيتية التي طاردت الألمان المنسحبين إليها النرويج، وكانت ناجحةً جدًا بالنسبة للاتحاد السوفيتي. أدى ذلك إلى احتلال مناجم نيكل في Pechenga، والتي كانت تنتج المعادن الحيوية للمجهود الحربي الألماني. أطلق عليها ستالين اسم إزالة تهديد القوات الألمانية لميناء الشحن السوفيتي الشمالي في مورمانسك والدخول إلى النرويج. تم تنفيذه بشكل أساسي من قبل الجبهة الكريلية، بمساعدة القوات البحرية السوفيتية.[19]